# Il mio regno
Il mio regno è una canzone del cantautore italiano Luigi Tenco. La prima versione del brano con l'arrangiamento di Gian Franco Reverberi fu inciso per la Jolly nel marzo 1961 come lato B nel 45 giri I miei giorni perduti/Il mio regno. L'anno successivo il brano fu inserito nell'album Luigi Tenco.

## Descrizione
(Luigi Tenco)
Il testo descrive il luogo dell'infanzia del cantante, che si presenta ancora vivo nel ricordo con immagini di sogno. Tuttavia, il passato non potrà mai sostituire la realtà del presente.

## Altre versioni
Nel 2020 Ginevra Di Marco ha incluso una cover de Il mio regno nell'album Quello che conta - Ginevra canta Luigi Tenco.